# Gulussa
Gulussa o Gulusa (grec antic: Γολόσσης o Γολοσσῆς) va ser un príncep númida, el fill segon de Masinissa I i germà de Micipsa i Manastabal.
El seu pare el va enviar a Roma l'any 172 aC per oposar-se a les queixes de l'ambaixador cartaginès contra el rei númida. Tot i així el senat romà va afavorir la versió cartaginesa. El 171 aC va tornar a Roma per oferir al senat l'ajut de Masinissa en la guerra contra el Regne de Macedònia i va acusar als cartaginesos de preparar una flota que aparentment era per ajudar els romans però en realitat era per ajudar el rei Perseu de Macedònia. Més tard va ser ambaixador a Cartago per demanar el retorn dels exiliats, que ho van ser per afavorir la causa del rei de Numídia.
A la mort de Masinissa cap a l'any 149 aC Publi Corneli Escipió va repartir el regne entre els seus fills i a Gulussa, de qui Apià diu que era un gran general, li va donar la prerrogativa de fer la guerra i la pau. El mateix any va esclatar la Tercera Guerra Púnica, entre Roma i Cartago i Gulussa es va unir als romans i sembla que la seva ajuda va ser considerable. L'any 148 aC era present al setge de Cartago i va fer de mediador sense èxit entre Hasdrúbal el Boetarc i Escipió.
Tant Gulussa com Manastabal van morir de malaltia (probablement una epidèmia) l'any 145 aC i tot el poder reial a Numídia va passar al seu germà Micipsa. Va deixar un fill de nom Massiva. En parlen Polibi, Titus Livi i Plini el Vell.